# Girard (Illinois)
Girard é uma cidade localizada no estado americano de Illinois, no Condado de Macoupin.

## Demografia
Segundo o censo americano de 2000, a sua população era de 2245 habitantes.
Em 2006, foi estimada uma população de 2214, um decréscimo de 31 (-1.4%).

## Geografia
De acordo com o United States Census Bureau tem uma área de
2,4 km², dos quais 2,4 km² cobertos por terra e 0,0 km² cobertos por água.

## Localidades na vizinhança
O diagrama seguinte representa as localidades num raio de 16 km ao redor de Girard.